# Beau Jolly
Beau Jolly, quelquefois orthographié Beau-Jolly, est un éditeur de jeux vidéo, spécialisé dans les compilations, fondé en novembre 1982 et dont la dernière activité date de 1997.